# Eosentomon yunnanicum
Eosentomon yunnanicum är en urinsektsart som beskrevs av Yin 1982. Eosentomon yunnanicum ingår i släktet Eosentomon och familjen trakétrevfotingar. Inga underarter finns listade i Catalogue of Life.